# River Witham
River Witham är ett vattendrag i Storbritannien.   Det ligger i riksdelen England, i den sydöstra delen av landet, 160 km norr om huvudstaden London.